# Suserenra
Khyan (fl. XVI secolo a.C.) è stato un faraone della XV dinastia egizia.

## Biografia
Figlio di Jacobher, Khyan (conosciuto anche con il nome reale Suserenra) è documentato solo da ritrovamenti archeologici: in particolare, alcuni di questi provenienti da località molto lontane dal dominio hyksos (Knossos, Ḫattuša, Baghdad) testimoniano attivi scambi commerciali. Sul territorio egizio invece, il suo nome venne rinvenuto ad Avaris (insieme a quello del figlio, il principe ereditario Yanassi), a Bubasti su un monumento usurpato, a Gebelein (all'epoca limite meridionale del territorio controllato dagli hyksos) assieme a quello di Ipepi, oltre che su vari sigilli e scarabei ritrovati nella zona palestinese.

Nel Canone Reale il nome è andato perso, ma sarebbe dovuto trovarsi nella posizione nº 10.18.
Alla sua morte, sarebbe dovuto succedergli il figlio ed erede designato Yanassi, quasi certamente lo Jannas riportato da Giuseppe Flavio e da Sesto Africano; pare invece che il trono passò nelle mani di Ipepi.

## Titolatura
| G5 |

| G5 |

| i | n | X7 | N17 · Z2 |

| i | n | X7 | N17 · Z2 |

| i | n | X7 | N17 · Z2 |

| i | n | X7 | N17 · Z2 |

| i | n | X7 | N17 · Z2 |

| i | n | X7 | N17 · Z2 |

| i | n | X7 | N17 · Z2 |

| i | n | X7 | N17 · Z2 |

| G16 |

| G16 |

|  |

| G8 |

| G8 |

|  |

| M23 · X1 | L2 · X1 |

| M23 · X1 | L2 · X1 |

| N5 | s | wsr | n |

| N5 | s | wsr | n |

| N5 | s | wsr | n |

| N5 | s | wsr | n |

| N5 | s | wsr | n |

| N5 | s | wsr | n |

| N5 | s | wsr | n |

| N5 | s | wsr | n |

| G39 | N5 |

| G39 | N5 |

| Aa1 | i | i | G1 | n |

| Aa1 | i | i | G1 | n |

| Aa1 | i | i | G1 | n |

| Aa1 | i | i | G1 | n |

| Aa1 | i | i | G1 | n |

| Aa1 | i | i | G1 | n |

| Aa1 | i | i | G1 | n |

| Aa1 | i | i | G1 | n |

Il praenomen è talvolta riportato come
|                                        |     |    |   |     |   |          |     |   |   |    |   |
| \| \| \| \| \| \| \| \| \| \| \| \| \| |     |    |   |     |   |          |     |   |   |    |   |
|                                        |     |    |   |     |   |          |     |   |   |    |   |
| R8                                     | nfr | N5 | s | wsr | n | G38 · N5 | Aa1 | i | i | G1 | n |

| R8 | nfr | N5 | s | wsr | n | G38 · N5 | Aa1 | i | i | G1 | n |

|                                        |     |    |   |     |   |          |     |   |   |    |   |
| \| \| \| \| \| \| \| \| \| \| \| \| \| |     |    |   |     |   |          |     |   |   |    |   |
|                                        |     |    |   |     |   |          |     |   |   |    |   |
| R8                                     | nfr | N5 | s | wsr | n | G38 · N5 | Aa1 | i | i | G1 | n |

| R8 | nfr | N5 | s | wsr | n | G38 · N5 | Aa1 | i | i | G1 | n |

ntr nfr s wsr n r՚ s3 r՚ ḫj3n - "Il buon dio, Suserenra, il figlio di Ra, Khyan".
Su un sigillo a rullo il nomem è riportato come:
| S38 | X7 | N25 · Z2 | Aa1 | i | i | G1 | n |

ḥḳ3 ḫ3s .wt ḫj3n - "Governante di un paese straniero, Khyan".